# Marlette
Pour les articles homonymes, voir Marlette (homonymie).
La ville de Marlette est située dans le comté de Sanilac, dans l’État du Michigan, aux États-Unis. Sa population s’élevait à 1 875 habitants lors du recensement de 2010, estimée à 1 771 habitants en 2017.